# 旭站前通停留場
旭站前通停留場（日语：／ Asahi-ekimaedōri teiryūjō */?）是一個位於高知縣高知市旭町二丁目，屬於土佐電交通伊野線的電車站。

## 相鄰停留場
土佐電交通
伊野線
旭町一丁目－旭站前通－旭町三丁目